# Muifelbrouwerij
Muifelbrouwerij is een Nederlandse brouwerij van speciaalbieren in Oss.

## Achtergrond
De brouwerij is in 2006 gestart door Martin Ostendorf, die nog steeds de receptuur van ieder bier bedenkt. Het is tot 2018 een zogenaamde huurbrouwerij geweest, wat wil zeggen dat de Muifelbrouwerij tot die tijd geen eigen brouwinstallatie had. De bieren worden eerst op kleine schaal door Ostendorf gebrouwen en zodra de optimale receptuur gevonden is worden ze op grotere schaal gebrouwen door de brouwerijen Sint Servattumus in Schijndel en De Proefbrouwerij in Lochristi. Tevens worden de Muifelbieren in licentie gebrouwen bij De Loonbrouwerij in Cothen en Thissen's brouwerij in Lith.
Vanaf 2019 zijn de eigen brouwketels van de Muifelbrouwerij operationeel. Een gedeelte van de bieren wordt nu zelf door de brouwerij in Oss gebrouwen.

## Bieren
De bekendste bieren zijn D'n Ossekop (een blond bier), Broeder Everardus (een tripel genoemd naar Everardus Witte, het Helig bruurke van Megen), Muifel USA IPA (een IPA) en Zuster Agatha (een quadrupel). Zuster Agatha werd in 2015 door een verkiezing van het Brabants Dagblad verkozen tot Het Lekkerste Bier van Brabant. In de winter wordt er van dit bier op beperkte schaal een houtgerijpte variant gebrouwen.